# Phyllomacromia flavimitella
Phyllomacromia flavimitella – gatunek ważki z rodziny Macromiidae.